# Myriolimon ferulaceum
Il limonio delle saline (Myriolimon ferulaceum (L.) Lledó, Erben & M.B.Crespo, 2005) è una pianta della famiglia Plumbaginaceae, diffusa nel bacino del Mediterraneo.

## Descrizione
È una specie camefita suffruticosa con fusti privi di foglie, prostrati o ascendenti, che sorreggono un'infiorescenza densa raggruppante numerosi fiorellini di colore lilla, con calice sottile lungo circa 5 mm, e corolla di 5-6.5 mm di diametro, composta da petali parzialmente fusi nei 2/3 inferiori. Il frutto è una piccola capsula.
Il numero cromosomico è 2n = 16.

## Distribuzione e habitat
La specie ha un areale mediterraneo che si estende lungo le aree costiere della Sicilia, delle isole Baleari, della Francia meridionale, della penisola iberica, della ex-Jugoslavia, del Marocco e della Tunisia.
Cresce nelle aree paludose salmastre e nelle steppe salate costiere.